# Pareulype deleta
Pareulype deleta är en fjärilsart som beskrevs av Edward Alfred Cockayne 1953. Pareulype deleta ingår i släktet Pareulype och familjen mätare. Inga underarter finns listade i Catalogue of Life.